# Miss Venezuela 1953
El Miss Venezuela 1953 fue la segunda (2º) edición del certamen Miss Venezuela, el cual se celebró en Valle Arriba Golf Club en Caracas, Venezuela, el 27 de junio de 1953, después de varios días de eventos. Al término de la última noche de la competencia Sofía Silva Inserri, la saliente titular, coronó a la representante del estado Carabobo, Gisela Bolaños, como la nueva Miss Venezuela.

## Controversias
Luego que el año anterior se desarrollaran protestas en contra de la realización del Miss Venezuela, diversos grupos siguieron arremetiendo en contra del naciente certamen. Así, como medio de presión, un grupo civil denominado "Liga de la moralidad" -presidido por Arístides Calvani- desarrolló una campaña publicitaria y publicó en los diarios del país un documento en donde se exhortaba a las jóvenes a no participar en este acto, considerado como lleno de "inmoralidad y deshonestidad" mientras que, por su parte, los colegios católicos del país amenazaron con expulsar a todas aquellas alumnas que pretendieran participar en el mismo, por lo que pasaría un tiempo considerable antes de que los concursos de belleza fueran plenamente aceptados por muchos sectores de la sociedad venezolana.
A pesar de ello 13 jóvenes atienden el llamado para optar a la corona de Miss Venezuela 1953 y, nuevamente, en las instalaciones del Valle Arriba Golf Club de Caracas y bajo un aguacero como telón de fondo, el 27 de junio de 1953 se conoce la identidad de la nueva soberana: Gisela Bolaños, portadora de la banda del estado Carabobo.

## Ganadoras
| Resultado           | Candidata                              |
| ------------------- | -------------------------------------- |
| Miss Venezuela 1953 | - Miss Carabobo - Gisela Bolaños       |
| 1.ª Finalista       | - Miss Monagas - Delmira Antonetti     |
| 2.ª Finalista       | - Miss Falcón - Margot Léidenz         |
| 3.ª Finalista       | - Miss Distrito Federal - Úrsula Quero |

## Participantes
Las delegadas del Miss Venezuela 1953 fueron:
| - Miss Anzoátegui - Aurita Santos - Miss Apure - Beatriz Grieco Michelangelli (se retiró) - Miss Aragua - Wilma Hermoso (se retiró) - Miss Barinas - Irma Fadull Aragón - Miss Bolívar - Morita Monagas Echevarria - Miss Carabobo – Gisela Bolaños Scarton - Miss Cojedes - Carmen Emilia Monagas Domínguez - Miss Distrito Federal - Úrsula Servidia Quero Pérez | - Miss Falcón - Margot Leindez Navas - Miss Lara - Bertha D'Lima - Miss Mérida - Ruth Margarita Tirado Oquendo - Miss Monagas - Delmira Antonetti Núñez - Miss Sucre - Cristina Martínez Raffalli - Miss Táchira - Elena Ruíz - Miss Trujillo - Libia Hernández Rosales |

## Cronología
| Predecesor: Sofía Silva Inserri | Miss Venezuela 1953 | Sucesor: Carmen Susana Duijm Zubillaga |